# Пампелопоннісіако
«Пампелопоннісіако» (грец. Παμπελοποννησιακό Στάδιο) — багатофункціональний стадіон у місті Патри, Греція, розташований в районі Кукулі, на південний схід від центру міста. Вміщує 23588 місць.
Належить державній компанії та використовується для проведення легкоатлетичних змагань. Використовувався для проведення футбольних матчів під час Літніх Олімпійських ігор 2004 року.

## Історія
Стадіон побудований у 1981 році під назвою Національний стадіон у Патрах. На стадіоні проводив свої матчі клуб «Панахаїки». У 1999—2001 роках тут також грав «Патраїкос».
До 2004 року стадіон був реконструйований для проведення матчів Літніх Олімпійських ігор 2004 і перейменований на Пампелопоннісіако. Місткість збільшилася з 16 000 до 23 588 місць. Згодом через поступки міському муніципалітету реальна місткість скоротилася до 20 252 глядачів. Під час Олімпійських ігор тут відбулося 6 матчів чоловічого турніру та 5 ігор жіночого турніру.
Реконструкція проходила у 2002—2004 роках за архітектурним проєктом «Grammatopoulos-Panousakis & associates». Реалізований проєкт включав: розширення західної трибуни, навіс над західною стороною стадіону, нові електромеханічні пристрої, пластикові сидіння, електронні табло, реконструкцію всіх площ під трибунами, систему відеоспостереження, заміну електричного освітлення тощо.

## Характеристики
Стадіон має 8-смугову бігову доріжку, яка оточує футбольне поле. Крім того, він має допоміжний відкритий майданчик з натуральним покриттям (травою) з легкоатлетичною доріжкою, два невеликі футбольні поля зі штучним покриттям, два відкриті баскетбольні майданчики та великі автостоянки.